# 현대 유니콘스의 외국인 선수 목록
이 문서는 KBO 리그 '현대 유니콘스의 역대 외국인 선수에 대한 페이지이다.

## 연도별 외국인 선수
| 연도   | 투수            | 투수                                  | 투수 | 타자            | 타자         | 타자                               | 타자 |
| 연도   | 선수            | 시즌 성적                             | 참고 | 선수            | 포지션       | 시즌 성적                          | 참고 |
| ------ | --------------- | ------------------------------------- | ---- | --------------- | ------------ | ---------------------------------- | ---- |
| 1998년 | 조 스트롱       | 53경기 6승 5패, 평균자책 2.95         |      | 스캇 쿨바       | 3루수        | 115경기 26홈런 97타점, 타율 0.317  |      |
| 1999년 |                 |                                       |      | 조지 카날리     | 내야수       | 17경기 1홈런 3타점, 타율 0.184     | 퇴출 |
| 1999년 |                 |                                       |      | 에디 피어슨     | 내야수(지명) | 129경기 31홈런 108타점, 타율 0.289 |      |
| 1999년 |                 |                                       |      | 브렌트 바워스   | 우익수       | 43경기 3홈런 12타점, 타율 0.290    |      |
| 2000년 |                 |                                       |      | 에디 윌리엄스   | 내야수       | 37경기 12홈런 26타점, 타율 0.248   | 퇴출 |
| 2000년 |                 |                                       |      | 톰 퀸란         | 3루수        | 133경기 37홈런 91타점, 타율 0.236  |      |
| 2000년 |                 |                                       |      | 대릴 브링클리   | 외야수       | 27경기 3홈런 14타점, 타율 0.209    | 퇴출 |
| 2000년 |                 |                                       |      | 찰스 카펜터     | 외야수       | 39경기 5홈런 32타점, 타율 0.282    |      |
| 2001년 | 케리 테일러     | 29경기 8승 10패, 평균자책 4.75        |      | J. R. 필립스    | 내야수       | 66경기 15홈런 46타점, 타율 0.261   | 퇴출 |
| 2001년 | 오스카 엔리케스 | 10경기 0승 3패, 평균자책 9.00         | 퇴출 | 톰 퀸란         | 3루수        | 123경기 28홈런 66타점, 타율 0.242  |      |
| 2002년 | 다리오 베라스   | 21경기 1승 4패 6세이브, 평균자책 7.33 | 퇴출 | 마이클 프랭클린 | 내야수       | 49경기 14홈런 30타점, 타율 0.276   |      |
| 2002년 | 멜키 토레스     | 28경기 10승 11패, 평균자책 4.19       |      | 코리 폴         | 내야수(지명) | 113경기 18홈런 64타점, 타율 0.280  |      |
| 2003년 | 셰인 바워스     | 24경기 13승 4패, 평균자책 3.01        |      | 마이클 프랭클린 | 내야수       | 38경기 10홈런 28타점, 타율 0.221   | 퇴출 |
| 2003년 |                 |                                       |      | 클리프 브룸바   | 우익수       | 70경기 14홈런 51타점, 타율 0.303   |      |
| 2004년 | 마이크 피어리   | 28경기 16승 6패, 평균자책 3.32        |      | 클리프 브룸바   | 우익수       | 132경기 33홈런 105타점, 타율 0.343 |      |
| 2005년 | 미키 캘러웨이   | 32경기 16승 9패, 평균자책 3.97        |      | 래리 서튼       | 외야수(지명) | 119경기 35홈런 102타점, 타율 0.292 |      |
| 2006년 | 미키 캘러웨이   | 27경기 14승 7패, 평균자책 2.87        |      | 래리 서튼       | 외야수(지명) | 93경기 18홈런 61타점, 타율 0.266   |      |
| 2007년 | 미키 캘러웨이   | 11경기 2승 6패, 평균자책 4.18         |      | 클리프 브룸바   | 좌익수       | 126경기 29홈런 87타점, 타율 0.308  |      |

## 같이 보기
- 현대 유니콘스 연도별 선수 명단